# Jezioro Czarne (powiat nidzicki)
Jezioro Czarne – jezioro w Polsce, w województwie warmińsko-mazurskim, w powiecie nidzickim, w gminie Nidzica.

## Położenie i charakterystyka
Jezioro leży na Równinie Mazurskiej, natomiast w regionalizacji przyrodniczo-leśnej – w mezoregionie Puszcz Mazurskich, w dorzeczu Omulew–Narew–Wisła. Znajduje się 15 km w kierunku północno-wschodnim od Nidzicy, 0,5 km na północ od wsi Zimna Woda, w pobliżu jeziora Omulew, w kierunku którego w północnej części jeziora odpływ ma Czarna Struga.
Linia brzegowa mało rozwinięta. W najbliższym otoczeniu znajdują się łąki i mokradła, w dalszym lasy.
Zbiornik wodny według typologii rybackiej jezior zalicza się do linowo-szczupakowych.
Jezioro objęte strefą ciszy.
Jezioro leży na terenie obwodu rybackiego jeziora Omulew w zlewni rzeki Omulew – nr 2.

## Morfometria
Według danych Instytutu Rybactwa Śródlądowego powierzchnia zwierciadła wody jeziora wynosi 50,7 ha. Średnia głębokość zbiornika wodnego to 1,4 m, a maksymalna – 3,8 m. Lustro wody znajduje się na wysokości 137,0 m n.p.m. Objętość jeziora wynosi 727,0 tys. m³. Maksymalna długość jeziora to 1250 m, a szerokość 500 m. Długość linii brzegowej wynosi 3400 m.
Inne dane uzyskano natomiast poprzez planimetrię jeziora na mapach w skali 1:50 000 opracowanych w Państwowym Układzie Współrzędnych 1965, zgodnie z poziomem odniesienia Kronsztadt. Otrzymana w ten sposób powierzchnia zbiornika wodnego to 44,0 ha, a wysokość bezwzględna lustra wody to 134,2 m n.p.m.

## Przyroda
Roślinność przybrzeżna bujna, dominuje trzcina i pałka wąskolistna. Wśród bujnej roślinności zanurzonej i pływającej przeważają ramienice i wywłócznik.
Jezioro leży na terenie Obszaru Chronionego Krajobrazu Puszczy Napiwodzko-Ramuckiej o łącznej powierzchni 131 278,30 ha oraz na terenie specjalnego obszaru ochrony siedlisk w ramach sieci Natura 2000 Ostoja Napiwodzko-Ramucka (PLH280052) o łącznej powierzchni 32 612,78 ha.